# (325369) Shishilov
(325369) Shishilov est un astéroïde de la ceinture principale.

## Description
(325369) Shishilov est un astéroïde de la ceinture principale. Il fut découvert le 29 août 2008 par l'observatoire astronomique Engelhardt. Il présente une orbite caractérisée par un demi-grand axe de 3,16 UA, une excentricité de 0,08 et une inclinaison de 9,1° par rapport à l'écliptique.

## Compléments